# Mysticisme nazi
 (octobre 2017).
 (février 2009).

Symbole du « Soleil noir » ornant le sol de la « salle des Obergruppenführer » au château de Wewelsburg, Westphalie.

Le mysticisme nazi (ou ésotérisme nazi) recouvre l'ensemble des doctrines fleurissant en Allemagne avant, pendant et après le régime nazi et mêlant le pangermanisme et l'aryanisme à des doctrines ésotériques. Elles s'inspirent de théories développées en Allemagne à partir du début du XIXe siècle.
Ce courant quasi religieux consiste en la combinaison du pangermanisme et du racisme allemand avec l'occultisme, l'ésotérisme et le paranormal en une philosophie de l'histoire qui est un messianisme sécularisé. Le nazisme se veut non seulement une idéologie politique mais aussi une vision globale du monde.
L'établissement du lien entre ésotérisme et nazisme peut se faire sur plusieurs plans :
- celui de l'histoire, bien que ces aspects idéologiques soient considérés comme secondaires par rapport aux aspects politiques du nazisme ;
- celui de la religion et de l'histoire des mouvements religieux, en particulier pour savoir si le nazisme participe ou s'oppose au christianisme[1] ;
- celui des arts et de la littérature, dans la mesure où le mélange du nazisme et de l'ésotérisme a une forte charge émotionnelle (fascination du mal, goût du mystère révélé, goût pour le paranormal) et un fort potentiel romanesque dont les thèmes servent couramment de base à des œuvres de fiction.

Une grande partie de la littérature concernant les liens entre occultisme ou mysticisme et idéologie national-socialiste tient ainsi le plus souvent de la littérature à sensation sans bases historiques sérieuses, genre littéraire qui a connu un succès éditorial important depuis Le Matin des magiciens de Louis Pauwels et Jacques Bergier (1960).

## Vue d’ensemble

### Histoire
Le mysticisme nazi est un mouvement initiatique völkisch qui plonge ses racines tant dans les doctrines de la Société Thulé et de la Société théosophique que dans les idées d'Arthur de Gobineau. Guido von List et Jörg Lanz von Liebenfels en furent d’importantes figures précoces, et des événements signifiants après la Seconde Guerre mondiale furent la fondation de l'Artgemeinschaft par Jürgen Rieger et celle de l’Armanen-Orden en 1976 par Adolf Schleipfer. Daniel Gasman montre l'influence qu'exerça le monisme d'Ernst Haeckel sur le nazisme.
Selon certains[Qui ?], Hitler lui-même semble avoir porté un certain intérêt pour l'occultisme nazi. Pour d'autres, Hitler n’avait que mépris pour les occultistes et préférait l’activisme politique auprès des masses. Cependant, les théories occultistes vont directement et fortement influencer le cercle intérieur des idéologues nazis. En particulier, Heinrich Himmler et la SS, Alfred Rosenberg (le « philosophe » officiel du nazisme), Rudolf Hess (dauphin d'Hitler avant sa fuite de 1941), Richard Walther Darré (théoricien du nazisme rural), sont connus pour s’être intéressés au mysticisme et au paranormal[réf. nécessaire].
L’hitlérisme ésotérique est centré sur les mythologies païennes (nordique notamment) pré-chrétiennes, et l'inclusion d'une figure mythifiée d'Adolf Hitler dans l'écheveau de ces mythologies.
Le rôle joué par le mysticisme dans le développement du nazisme et ses idéaux fut identifié par des étrangers au moins dès 1940, avec la publication des Occult Causes of the Present War (« Causes Occultes de la Guerre Actuelle ») de Lewis Spence. À ce propos, Spence identifia précisément un sous-courant païen dans le nazisme (qu’il imputait en grande partie à Alfred Rosenberg), bien que certaines de ses autres conclusions - telles que la connexion du nazisme avec les Illuminati, et l’assimilation du paganisme au satanisme - soient peut-être moins crédibles.

### Croyances centrales
Des thèmes comme l’origine de la race aryenne, les Teutons en général, et les peuples germaniques en particulier, ainsi que la présumée supériorité des soi-disant Aryens sur les autres races, et ce que ces derniers prétendaient au sujet de leurs racines, sont autant de concepts clefs.
Diverses localisations, tel que l’Atlantide, Thulé, l’Hyperborée, Shambhala et d’autres sont suggérées comme le foyer de la société originelle des surhommes.
Une autre croyance clef est que cette Herrenrasse (race supérieure) a été affaiblie par le métissage avec ce qu’ils voient comme des Untermenschen ou races inférieures.

## Les racines occultistes du nazisme
Une floraison de théories et organisations mêlant occultisme et racisme germanique "aryen" ont préparé la voie au nazisme au début du XXe siècle. Les théories développées seront au cœur de l'idéologie nazie, en particulier chez Alfred Rosenberg (le "philosophe" du parti) et Himmler et la SS.

### L'armanisme de Guido List (1902)

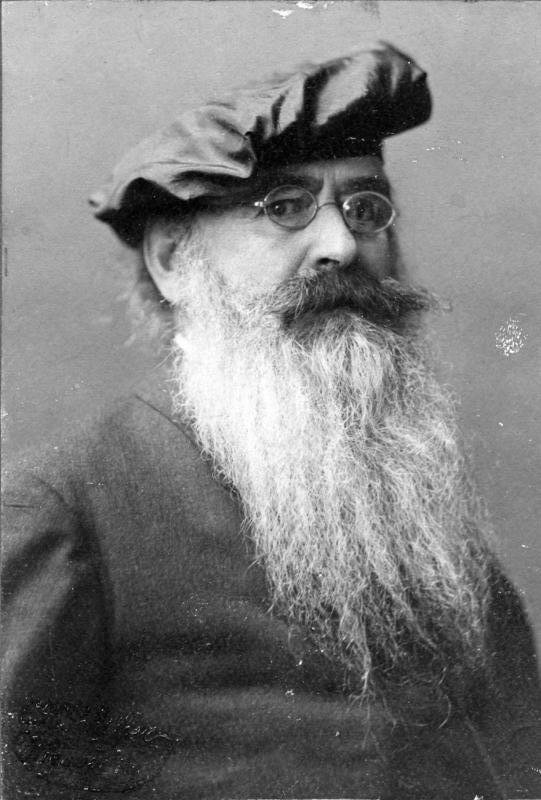
Guido von List.

L’armanisme est une théorie développée par le pangermaniste Guido List, dit « Guido von List » (1848-1919), écrivain occultiste (à partir de 1902) soutenu par les théosophes viennois, qui réalise pour la première fois la fusion de l’occultisme et de l’idéologie pangermaniste. Les théosophes apportent en particulier l’idée de la succession de 5 races dans l’histoire mondiale : races astrale, hyperboréenne (ayant vécu aux pôles et disparue), lémurienne (ayant vécu sur une île disparue dans l’Océan Indien), atlante et aryenne. Des traditions racontent qu'[Qui ?] Helena Blavatsky, fondatrice de la théosophie en 1875, aurait été initiée en Gobi par l’élite sacerdotale cachée d’anciennes races (la SS enverra plus tard une mission à leur recherche en Gobi).

#### La théorie
L’armanisme postule que l’Allemagne antique était une civilisation supérieure dont la religion originelle, comprenant renaissance et déterminisme karmiques, s’exprimait sous deux formes : une forme exotérique (accessible à tous) qui était le wotanisme et une forme ésotérique (réservée à des initiés) qui était l’armanisme. Les "Armanen" étaient, dans cette théorie, un légendaire groupe de prêtres-rois de l’ancienne nation aryo-germanique, adorateurs du dieu-soleil.
La romanisation et la christianisation de l’Allemagne (par Charlemagne en particulier) auraient obligé l’Armanisme à se cacher pour se perpétuer à travers des organisations (guildes, sainte-Vehme, Templiers, rose-croix et franc-maçonnerie…), textes et légendes (Eddas, Graal..), symboles architecturaux et héraldiques, etc.
List réclame donc en 1911 le retour à l’âge d’or traditionnel de l’Allemagne, soit la formation d’un empire germanique, racialement « pur », et de religion armaniste.

#### Organisations et influences armanistes
- Guido von List fonde la Société List (1908) puis l’Ordre supérieur des Armanen (1911), qui se veut l’élite de la Société List.

L’armanisme influencera des organisations politiques pangermanistes, en particulier :
- Le journal Hammer (1902), puis les Groupes de la renaissance germanique (1908), puis le Reichshammerbund (1912).
- Le Germanen Orden (1912), issu de la « Loge Wotan » d’un groupe Hammer et dirigé par Hermann Pohl.
- Rudolf Glauer, dit Rudolf von Sebottendorf (1875-1945), aventurier passionné d’ésotérisme et d’astrologie, ayant notamment vécu en Orient, devient le chef du Germanen Orden en Bavière, qu’il transforme en 1918 en Société de Thulé (« Créée à Munich au tournant de l’année 1917, 1918, (la Société de Thulé) était l’incarnation du Germanen Orden fondé à Leipzig en 1912 afin de regrouper divers petits groupes et organisations antisémites », explique l'historien Ian Kershaw[2].
- Sous le régime nazi, les organisations de Guido List seront cependant interdites (en 1942), probablement pour ne pas interférer avec la doctrine occultiste "officielle" de la SS[réf. nécessaire].

Les historiens américains Jackson Spielvogel et David Redles, pourtant partisans d'accorder une place aux théories occultistes dans la formation du nazisme, précisent qu'une relation directe et personnelle entre Hitler et la Société Guido von List durant ses années à Vienne en 1907-1913 « n'a pas été définitivement établi ».

### L'ariosophie de Lanz-Liebenfels (1905)

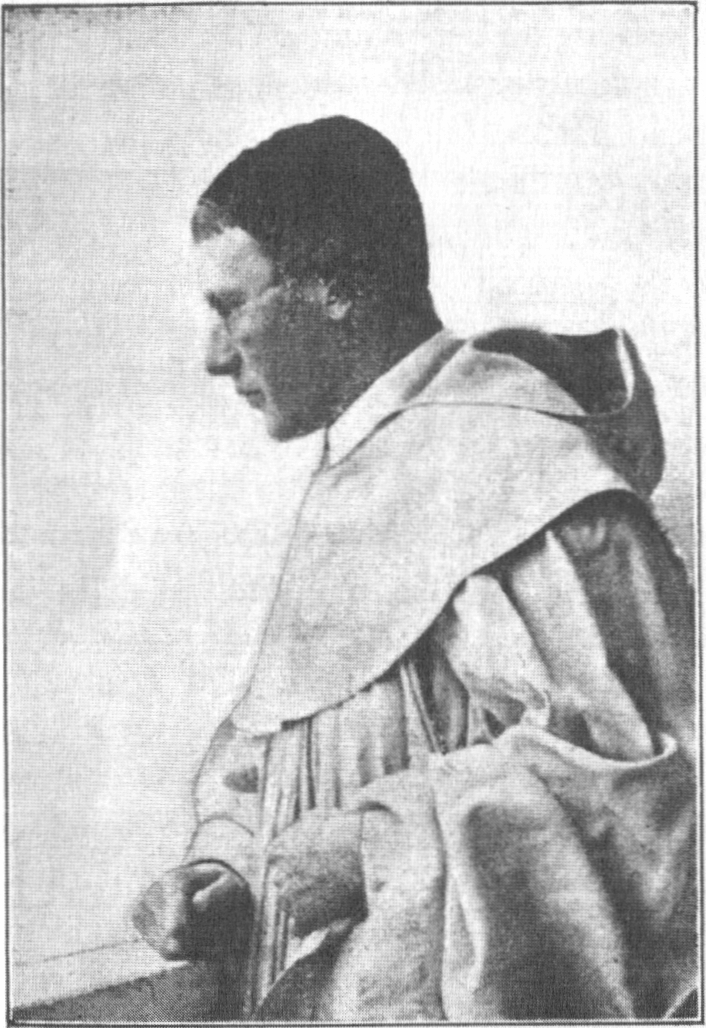
Jörg Lanz von Liebenfels.

L'ariosophie (ou théozoologie ou aryo-christianisme) est une théorie développée par Jörg Lanz von Liebenfels (1874-1954), moine cistercien défroqué (en 1893) qui a quitté l’église (en 1899). L'ariosophie constitue une fusion du christianisme et du racisme germanique. La théorie est publiée en 1905, dans le manifeste Theozoologie oder die Kunde von den Sodoms-Äfflingen und dem Götter-Elektron (« Théozoologie ou la science relative aux hommes-singes de Sodome et à l'électron divin »). Lanz appela d'abord sa doctrine théozoologie (insistant sur son caractère "scientifique") et aryo-christianisme (sur son caractère religieux), avant d'opter dans les années 1920 pour le label d'ariosophie (connaissance ésotérique au sujet des Aryens), forgé en 1915, que la postérité retiendra.
Certains auteurs, en particulier le spécialiste Nicholas Goodrick-Clarke (en 1985), utilisent le terme "ariosophie" de manière assez générique pour décrire toutes les théories occulto-aryanistes, y compris l'armanisme de Guido List.

#### La théorie
L’ariosophie postule que la « race aryenne pure » descendrait d’entités divines interstellaires s’engendrant par l'électricité. Mais les aryens auraient « fauté » avec des singes, donnant naissance à des races humaines plus ou moins « pures » ayant perdu leurs pouvoirs originels (il s'agit d'une reprise raciste de l'histoire biblique de la chute originelle). Comme une grande partie de la propagande mystique nazie, le livre de Lanz-Liebenfels s’appuie sur quelques images racoleuses dénonçant le viol de femmes blanches par des hommes ethniquement « inférieurs » et sexuellement actifs. Selon cette théorie, l’Église catholique aurait ensuite trahi sa mission de rappeler la « gnose sexo-raciste » du Christ. Le mythe du Graal est réinterprété comme la quête du sang pur des aryens. Lanz annonce la résurrection de la gnose sexo-raciste : les aryens retrouvant, par la sélection, leur « pureté » raciale et donc leurs pouvoirs divins qui leur permettront d’établir un État aryen mondial (le « troisième âge »). Lanz prônait la castration massive des « singoïdes » et autres mâles « inférieurs ».

#### Organisations et influences de l'ariosophie
L’ariosophie s’est directement exprimée à travers :
- La revue Ostara (1905-1913), qui connut un grand succès. Elle utilisait le symbole de la croix gammée.
- L'Ordre du nouveau temple ou Ordre des nouveaux templiers (1907-1942), qui aurait compté 300 membres dont Guido List et l'écrivain et dramaturge suédois August Strindberg. Il est dissous en 1942.
- Le Lumen Club (Vienne, 1932-1942), qui sera une pépinière pour le parti nazi en Autriche jusqu’en 1938. Il est dissous en 1942.
- Un groupe à Berlin parfois appelé Cercle Swastika. L'éditeur de Lanz, Herbert Reichstein, le transforme en institut (1925), puis Société Ariosophique (1926). En 1928, elle est rebaptisée Neue Kalandsgesellschaft ou NKG (Guido List utilisait le terme Kaland pour désigner une loge secrète) pour unir la Société aryosophique issue des idées de Lanz et les armanistes de List. Elle devient l'Ariosophische Kulturzentrale (1931). Elle ouvre une école ariosophique à Pressbaum (cours sur les runes, les biorythmes, le yoga et la Cabbale. La Société aryosophique comptait parmi ses membres Schwarz Bostunitsch (anthroposophe proche de Rudolf Steiner, le chef de la théosophie-anthroposophie en Allemagne, puis proche d'Alfred Rosenberg, professeur et colonel SS)[pas clair], Wehrmann (astrologue, fondateur de la SA de Pforzheim).

Le psychologue autrichien catholique antinazi Wilfried Daim (de) a mis en avant dès 1957 une influence de Lanz sur Hitler (Der Mann, der Hitler die Ideen gab, 1957). Daim affirme que Lanz a rencontré Hitler en juillet 1909 (sur la foi d'un témoignage de Lanz à Daim en 1951) et qu'il lisait (en 1910), la revue Ostara (revue) (sur la foi d'un témoignage de Josef Greiner, un ami d'Hitler à l'époque).
Lanz a affirmé plusieurs fois qu'Hitler était influencé par son mouvement.
La bibliothèque personnelle de Hitler contenait un livre de Lanz et un livre portant la dédicace : "An Adolf Hitler, meinem lieben Armanenbruder."
Certains historiens de référence reprennent l'idée que Hitler lisait Ostara, tel l'historien allemand Joachim Fest.
D'autres historiens relativisent cependant l'influence de Lanz sur Hitler telle que mise en avant par Wilfried Daim (de) : l'historien américain Richard Weikart (California State Univ) rapporte ainsi en 2001 la position de l'historienne autrichienne Brigitte Hamann (université de Vienne) : « L'approche de Hamann est de bon sens, admettant qu'Hitler est susceptible d'avoir lu la revue de Lanz Ostara, mais estimant que le racisme aryen de Hitler porte encore plus la marque de Guido von List ».

### La Société de Thulé (1918-1925)

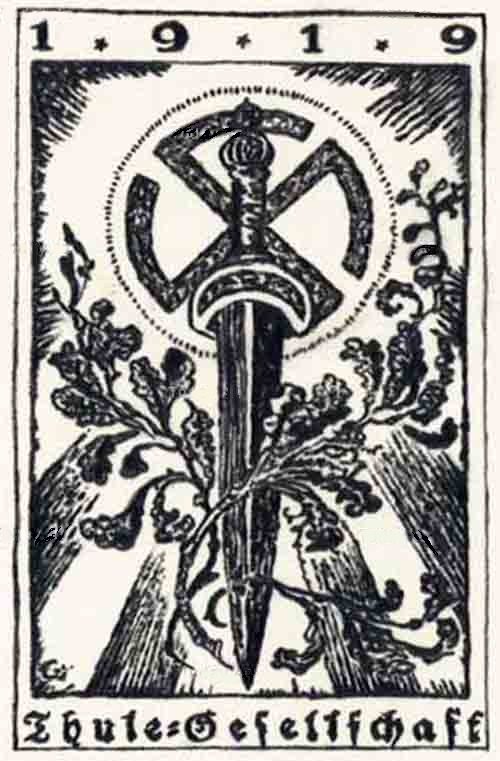
Emblème de la société Thulé, 1919.

Thulé était un nom mythique issu de l'Antiquité grecque, désignant une île du grand nord habitée, selon la légende, par le peuple des Hyperboréens. Le terme réapparut en Allemagne, notamment au XVIIIe siècle dans des poèmes de Goethe, et fut récupéré autour de 1900 par la foisonnante nébuleuse völkisch, qui mêlait pangermanisme et foi en la suprématie aryenne. Thulé était pour eux une sorte d'Atlantide du Nord, et ses habitants un peuple supérieur dont les descendants auraient été les Aryens.
En 1915, Hermann Pohl fut rejoint par Rudolf Glauer, aussi connu sous le nom de Rudolf von Sebottendorf, qui vint en Allemagne avec un passeport turc et était un adepte de la méditation soufie et de l’astrologie. Glauer est connu pour avoir été un admirateur du pangermaniste Guido von List et du farouchement antisémite Lanz von Liebenfels (admirateur de Emanuel Swedenborg et de Jakob Lorber). C'était un homme riche (la source de cette fortune est inconnue) et il devint en 1918 le grand maître de la branche bavaroise du Germanenorden (inspiré par l'armanisme de Guido List), qu'il transforma la même année en Société Thulé avec l’aval de Pohl.
C’est la Société de Thulé qui préside en 1919 à la formation du Parti ouvrier allemand DAP, le parti nazi. La société de Thulé sera la pépinière de plusieurs futurs chefs du mouvement puis du régime nazi (Ian Kershaw cite notamment Gottfried Feder, Karl Harrer, Hans Frank et Rudolf Hess. Si un certain nombre des adeptes de la Société Thulé étaient des membres haut placés du Parti nazi, Hitler lui-même n'en devint jamais membre. Toutefois, c'est un membre de la Société Thulé, le dentiste Dr Friedrich Krohn, qui choisit le symbole du svastika pour le Parti nazi.
Mais derrière ce nom mystique, la Société de Thulé n’avait à peu près rien d’une organisation occulte. Elle s'apparentait davantage à un groupe militant d’extrême droite. Ses membres (environ 200), explique le politologue Stéphane François, préféraient tenir des conférences et lutter contre les communistes plutôt que de pratiquer des rituels magiques : « Dans les faits, c’était moins une société secrète ou ésotérique qu’un groupe paramilitaire né dans le chaos de la fin de la Grande Guerre, antirépublicain, antisémite, anticommuniste et plutôt composé d’aristocrates, comme il y en avait beaucoup dans l’Allemagne de l’époque. Certains membres avaient certes un attrait pour l’ésotérisme völkisch […] Mais cela relevait du folklore, et n’avait rien d’exceptionnel dans ce genre de milieu. »

### Les organisations de Gorsleben (années 1920)
Rudolf John Gorsleben (mort en 1930) était membre de la Société de Thulé, de la Société ariosophique (1928) et de l’Ordre du nouveau temple (Ordo novi templi). Il était aussi responsable du grand rival du parti nazi en Allemagne du sud, le Deutschvölkischer Schutz- und Trutzbund. Il promeut les idées d’aryo-christianisme.
Rudolf John Gorselben va fonder :
- Le journal Liberté allemande (1920), auquel a participé l’anthropologue raciste Hans Günther.
- La Société Edda ou Eddagesellschaft (1925) et son journal Hagal qui fait la promotion d’une religion arienne, de la mythologie païenne, de l’astrologie et de l’occultisme. Parmi les membres de la Société Edda se trouve l’épouse du général Ludendorff. La Société Edda est également proche du groupe occultiste de Karl Maria Wiligut (1866-1946), qui avait développé sa propre théorie occulto-raciste et influencera Himmler.

### L'Irminisme de Wiligut

#### La "théorie"
Karl Maria Wiligut proclamait que la religion germanique de l'Irminisme, avait été révélée en 12 500 av. J.-C. pour adorer le dieu germanique "Krist". Le christianisme actuel n'aurait été qu'un vol de cette tradition germanique. L'Irminisme aurait été battu par une religion schismatique, le Wotanisme. L'église catholique, les juifs, la franc-maçonnerie n'auraient cessé à leur tour d'étouffer la tradition irministe.

#### Influence sur le nazisme
Karl Maria Wiligut aura une grande influence sur Himmler[réf. nécessaire]. Il sera responsable de la section d'Histoire ancienne de l'institut de recherche de la SS, le RuSHA (à ne pas confondre avec le RSHA).

## L'ésotérisme et le régime nazi

### Hitler et l'occultisme

#### L'avis des historiens
Si Adolf Hitler a globalement eu une attitude relativement prudente, voire distante, avec les théories occultistes, il allégua cependant avoir vécu un « éveil spirituel » sur le front pendant la Première Guerre mondiale, en particulier lorsqu’il fut temporairement rendu aveugle par une attaque ennemie au gaz[réf. nécessaire].
L'historien américain Richard Weikart (California State university) synthétise en 2001 la position de plusieurs historiens de référence concernant l'attitude de Hitler face à l'occultisme. Selon Weikart, « Hitler avait peu ou pas d'intérêt pour les enseignements ou expériences mystiques et surnaturels. En privé, il méprisait les tentatives de Himmler de faire revivre les anciens rites païens allemands. Alan Bullock, dans l'une des meilleures biographies savantes d'Hitler précédant celle de Kershaw, est probablement proche de la vérité en qualifiant Hitler de matérialiste qui repoussait toute croyance en quelque chose de surnaturel, en dépit de sa vague rhétorique sur la Providence. ».
L'idée d'un Hitler occultiste vient en partie des conversations prêtées à Hitler par Hermann Rauschning et publiés en 1939 (Hermann Rauschning, Hitler Speaks, London, 1939). Les écrits de Rauschning ont été très critiqués par les historiens qui estiment impossible de démêler le faux du vrai.

### L'occultisme au sein du régime nazi

#### La SS

##### Himmler et les rites SS

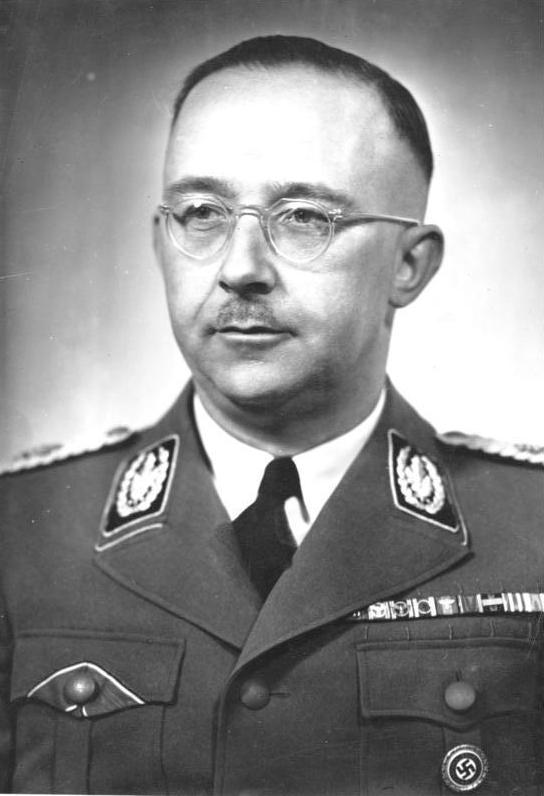
Heinrich Himmler, en 1942.

Le fondateur de l’hitlérisme ésotérique fut Heinrich Himmler, qui était fasciné plus que n’importe quel autre officiel du Troisième Reich (dont Hitler) par le racialisme aryen (et pas seulement germanique) et par l’Odinisme germanique[réf. nécessaire]. Himmler a prétendu s’être considéré lui-même comme le successeur spirituel ou même la réincarnation de Heinrich (ou Henri) Ier dit l’Oiseleur, duc de Saxe et roi germanique au Xe siècle. Il mit au point des rites SS en l’honneur du vieux roi et rapporta les ossements de ce dernier dans la crypte de la cathédrale de Quedlinburg. Himmler eut même ses quartiers personnels aménagés au château de Wewelsburg, décoré en l’honneur de celui-ci.

##### L'Ahnenerbe

Emblème de l'Ahnenerbe.

L'Ahnenerbe est un institut de recherches pluridisciplinaire, créé par Heinrich Himmler, Herman Wirth et Walther Darré le 1er juillet 1935. Il est intégré aux SS en janvier 1939. L'institut a pour objet d'études « la sphère, l'esprit, les hauts faits et le patrimoine de la race indo-européenne nordique » avec comme outils notamment la recherche archéologique, l'anthropologie raciale et d'autres disciplines.
En compétition avec Alfred Rosenberg, l'Ahnenerbe se donne en particulier pour but de donner à la préhistoire germanique une aura égale aux antiquités gréco-romaine. La particularité de cet institut est qu'il associait scientifiques de renom et auteurs völkisch, recherches archéologiques scientifiques et spéculations aryanistes. Himmler nomma aussi à des grades élevés plusieurs occultistes, néo-païens et racistes, les aryosophes dont certains, comme Karl Maria Wiligut ou Otto Rahn, ont joué un rôle important dans l’élaboration après guerre du mythe de l'« occultisme nazi ».
Néanmoins, si Wiligut est impliqué dans le développement des rituels SS, dès août 1939, il doit quitter l'organisation, car il est de plus en plus démasqué comme charlatan, en plus de ses abus de drogue et d'alcool.
De surcroit, Hitler s'était alors publiquement opposé à l'occultisme. Himmler, cependant, ne cessera pas complètement toute relation avec lui

#### Alfred Rosenberg et la tentation d'une religion païenne

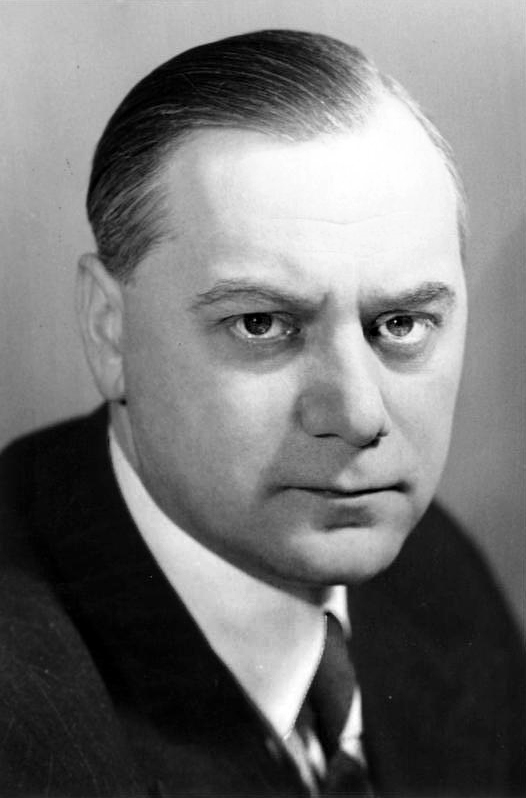
Alfred Rosenberg, en 1941.

Le principal théoricien nazi se situant dans une ligne mystique est le philosophe Alfred Rosenberg. Selon l'historien Lionel Richard, « il prône la constitution d'une religion nouvelle articulée sur une identité collective allemande finalement refondée artificiellement, appuyée sur la "pureté naturelle du sang" et sur une "renaissance germanico-nordique." ».
Selon Lionel Richard, « sous le Troisième Reich, à l'instigation de Rosenberg et d'autres dirigeants, comme le ministre de l'agriculture Walter Darré ou le chef SS Heinrich Himmler, les nazis se sont essayés à cette "religion nouvelle". » Elle s'est notamment exprimée à travers un calendrier de cérémonies (prise du pouvoir le 30 janvier, mémorial des Héros en mars, anniversaire du chef et "communion" ou "confirmation" des jeunesses hitlériennes le 20 avril, fête du Travail le premier mai, solstice d'été le 21 juin, fête des moissons en octobre, commémoration des "martyrs" du putsch de 1923, solstice d'hiver à Noël), tonalité prophétiques de discours de Hitler, diffusion de la photo du Führer et de Mein Kampf aux nouveaux mariés, salut Heil Hitler.
Cependant Hitler lui-même ne se serait jamais déclaré lui-même publiquement en faveur de ce culte, « trop préoccupé de ne pas liguer contre lui l'ensemble des chrétiens. » selon l'historien Lionel Richard. Et Lionel Richard d'estimer que, au total, le néopaganisme n'a joué qu'un rôle marginal au sein du régime nazi.

### La répression des sociétés occultistes par les nazis
L'attitude du régime nazi présente quelques ambiguïtés dans ses relations avec les théories occulto-aryennes, tolérées chez certains (Himmler et la SS) et non chez d'autres.

#### Le cas Artur Dinter (1927)
En 1927, Hitler révoqua de sa fonction au sein du parti nazi le Gauleiter de Thuringe, Artur Dinter, parce que ce dernier voulait trop ériger en religion la pureté raciale aryenne. En 1928, Dinter fut finalement chassé du parti lorsqu’il s’opposa publiquement à Hitler au sujet de cette décision.[réf. nécessaire])

#### Suppression de sociétés occultistes (1942)
Le parti Nazi découragea activement certaines sociétés secrètes ésotériques, voire interna et parfois exécuta un certain nombre de mystiques de haut rang en Europe, francs-maçons surtout. Hitler voudra plus tard rejeter et tourner ouvertement en ridicule nombre de mystiques allemands, en particulier les adeptes de la franc-maçonnerie, de la théosophie et de l’anthroposophie.

## Mysticisme et nazisme après 1945

### Aspect religieux: l’hitlérisme ésotérique
L'hitlérisme ésotérique est un courant voulant faire d'Hitler et du nazisme une religion et non un simple courant politique. Il tirerait son origine du mysticisme développé par Himmler et la SS (lire plus haut).

#### Savitri Devi
Savitri Devi, une essayiste franco-britannique, fut le premier porte-drapeau d'un nazisme ésotérique après-guerre. S'étant mariée à un brahmane et ayant vécu plusieurs années en Inde, elle relia certains aspects de l'idéologie nazie à des notions tirées de l'hindouisme. Pour elle, le svastika est un symbole particulièrement important dans la mesure où il représente l’unité aryenne entre les Hindous et les Germains.
Pour Stéphane François, sa vision de l'Histoire constitue une forme de « néonazisme hétérodoxe », elle serait une « aryo-nazie », qui intégrant le nazisme dans un élargissement de la vision cyclique hindoue de l'histoire, fait d'Adolf Hitler le dixième avatar de Vishnou nommé Kalki, ayant pour mission de mettre fin à l'âge de fer, le XXe siècle, afin de permettre l'avènement d'un nouvel âge d'or.
Elle deviendra par la suite un auteur « culte » dans les milieux militant de l'« occultisme nazi ».

#### Miguel Serrano

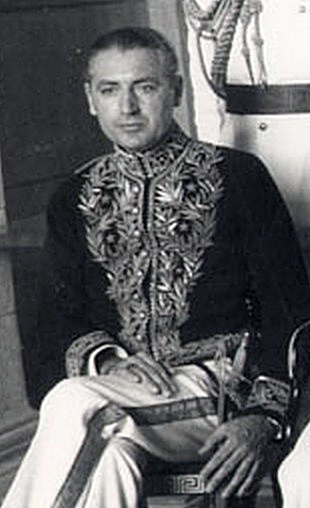
Miguel Serrano, ambassadeur chilien en Inde, 1957.

La figure majeure suivante de l'hitlérisme ésotérique est Miguel Serrano, un diplomate chilien qui joua un rôle important dans l'élaboration, après la Seconde Guerre mondiale d'un ésotérisme nazi.
Devenu antisémite à la suite de la lecture du faux Les Protocoles des Sages de Sion, il adhéra à des spéculations « ésotérico-völkisch » apportées par un immigré allemand arrivé au Chili au début du XXe siècle. En 1953, il est nommé ambassadeur en Inde où il reste en poste jusqu'en 1962. il profite de ce séjour pour rencontrer des gourous et pour s'initier au yoga. Limogé en 1970 par le président Salvador Allende, il écrivit une trilogie, dont Adolf Hitler. El Ultimo Avatâra, dédié « À la gloire du Führer, Adolf Hitler », une somme de 600 pages, peut être considéré, selon Stéphane François, comme son « testament philosophique ».
Son concept d'« hitlérisme ésotérique », qui développe les spéculations sur l'« histoire mystérieuse » faisant du nazisme une société secrète mises à la mode dans les années soixante par la publication du Matin des magiciens, forme un bricolage mythologique qui mêle ésotérisme, néopaganisme druidique et germano-scandinave, spéculations völkisch, Cathares, gnosticisme antique, Templiers et Graal, ovnis…
Selon Serrano, Adolf Hitler se serait échappé de Berlin en 1945 grâce à une soucoupe volante avant de se réfugier au sein d'une base secrète nazie dans l'Antarctique. À l'instar de l'éditeur négationniste germano-canadien Ernst Zündel, le Chilien construit un discours mêlant le thème de l'« ésotérisme nazi » et celui des ovnis. Ainsi, ces « soucoupes volantes seraient une arme secrète de nazis cachée et l'avenir serait à une nouvelle race d'hommes nommée la « race galactique » ».
Dans les années quatre-vingt, Miguel Serrano « va devenir une figure importante de jeunes générations du néonazisme » trouvant un public dans les marges hétérodoxes s'intéressant à l'occultisme, au satanisme et aux soucoupes volantes et au-delà de ces milieux, tout un lectorat évoluant aux marges du New Age.

### Aspect politique: le mysticisme dans le néo-nazisme
Le néonazisme moderne a des liens avec l’Ásatrú, autant qu’avec le National Socialist Black Metal. Des influences mystiques apparaissent souvent dans la musique nazie moderne, en particulier à travers des références aux artefacts comme la Sainte Lance. D’autre part, des groupes et organisations néopaïennes du nord de l’Europe ont clairement déclaré que d’éventuels liens de l’Ásatrú avec le Néonazisme ne doivent certainement pas être considérés comme une caractéristique de leurs adhérents. Des organisations telles que les Theods, l’Ásatrúarfélagið, et le Viðartrúar sont connues pour leur refus formel d’une telle étiquette.

## Enjeux

### Le débat entre historiens

#### Les précurseurs de l'interprétation occultiste (années 1950-1960)
Les historiens américains Jackson Spielvogel (Pennsylvania State University) et David Redles (Cuyahoga Community College in Cleveland, Ohio) font remonter, à la date de 1997, les recherches sur les sources occultistes du nazisme aux auteurs suivants :
- Joachim Besser dans les années 1950 (Joachim Besser, Der Okkultismus stand Pate, in Archiv der unabhängigen Gesellschaft zur Pflege junger Wissenschaft und Kunst, Peine, 1949, et Die Vorgeschichte des National-sozialismus im neuem Licht, in Die Pforte 2, 1950) ;
- l'historien germano-américain George L. Mosse au début des années 1960 (The Mystical Origins of National Socialism, in Journal of the History of Ideas no 22, janvier-mars 1961, et The Crisis of German Ideology, New York, 1964) ;
- ils citent aussi (en note) le psychologue catholique antinazi Wilfried Daim (Der Mann, der Hitler die Ideen gab, Munich, 1958).

#### Thèses plus récentes en faveur de l'interprétation occultiste
Spielvogel et Redles notent en 1997 que quelques historiens plus récents - Jeffrey Goldstein (On Racism and Anti-Semitism in Occultism and Nazism, Yad Vashem Studies 13, 1979) et James Webb (The Occult Establishment, LaSalle, IL, 1976) - « ont mis l'accent sur l'importance de l'occultisme en général dans l'apparition de l'idéologie nazie ».
Spielvogel et Redles soutiennent pour leur part en 1997 que « la philosophie raciale occulte ou ésotérique peut, en effet, avoir été l'une des sources majeure de l'idéologie raciale de Hitler ».

#### La position de l'histoire universitaire
Les historiens américains Jackson Spielvogel and David Redles estiment que la voie ouverte par Joachim Besser et George Mosse « n'a pas couramment été poursuivie par les historiens universitaires » et que « les histoires classiques du Troisième Reich semblent se contenter de répéter une litanie bien établie de personnes et de mouvements qui auraient influencé la pensée d'Hitler ». Ils estiment notamment (en note de leur article de 1997) que la grande production d'ouvrages peu argumentés à destination du grand public sur le sujet a pu faire fuir les historiens reconnus.
Les historiens appuient traditionnellement la naissance du nazisme sur des éléments d'ordre politique ou socio-économique. L'historien britannique de référence du nazisme Ian Kershaw (British Academy) accorde ainsi dans ses ouvrages une place très limitée aux questions de l'occultisme.
L'historien français Pierre Ayçoberry (université de Strasbourg) résume dans la critique d'un livre de l'historien Robert A. Pois, La religion de la nature et le national-socialisme la position majoritaire de l'histoire scientifique pour qui ces éléments sont « des élucubrations sans conséquences, le paravent d'ambitions personnelles ou des impostures ».
Pour Stéphane François, « il est réducteur d’assimiler le national-socialisme à une idéologie d’essence occultiste ».

### Littérature sensationnaliste et pseudo-scientifique

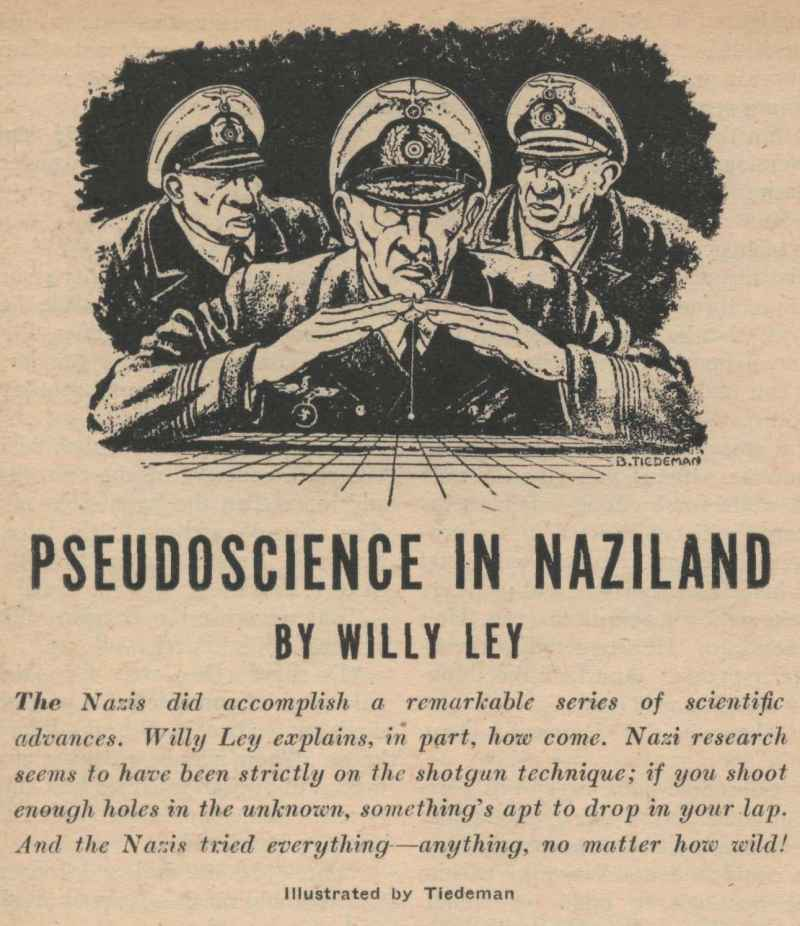
« Pseudoscience in Naziland », essai de Willy Ley, paru dans le magazine de science-fiction Astounding, mai 1947. Illustration de B. Tiedeman.

L'historien britannique Nicholas Goodrick-Clarke (université d'Exeter), rare spécialiste de la question (The Occult Roots of Nazism, 1985 ; Black Sun: Aryan Cults, Esoteric Nazism, and the Politics of Identity), souligne l'importante littérature concernant l'ésotérisme nazi, qui relève souvent d'une fascination postérieure et de la recherche d'importantes ventes par des auteurs à sensation.
Il met en avant des caractéristiques de cette littérature : 1) une ignorance complète des sources primaires, 2) la répétition d'affirmations inexactes et d'« affirmations extravagantes », sans essai de confirmer les faits, même les plus audacieux. Dans son livre Les Racines occultes du nazisme, il démonte ainsi Bevor Hitler kam (1933) de Rudolf von Sebottendorf, Le Matin des magiciens (1960) de Louis Pauwels et Jacques Bergier, The Spear of Destiny (1972) de Trevor Ravenscroft, Les mystiques du soleil (1971) de Michel-Jean Angbert et Occult Reich (1974) de James Herbert Brennan.
Parmi tous les livres traitant de l'occultisme du national-socialisme, il mentionne comme seuls ouvrages sérieux à l'époque de parution Urania's children de Ellic Howe et The Occult Establishment de James Webb.
Stéphane François souligne le rôle joué par Le Matin des magiciens dans la propagation du « mythe des rapports privilégiés entre le national-socialisme et le monde des occultistes. ». Selon lui, l'ouvrage serait parvenu « à tirer du néant mythes et traditions, voire à les créer de toutes pièces. » Son succès déclencha une vague éditoriale qui contribua à populariser des thèmes de l’ouvrage.

### Autour de la position catholique
Pour l'historien français Lionel Richard, si l'Église reconnaît une responsabilité dans l'antijudaïsme d'une minorité de chrétiens, elle utilise le paganisme du national-socialisme (« le génocide serait "le fruit d'un régime tout à fait néo-païen" ») pour récuser toute responsabilité dans l'antisémitisme ayant cours officiel sous le Troisième Reich, qui aurait eu ses racines « en dehors du christianisme ». La mise en avant du paganisme au sein du nazisme permettrait ainsi de réduire la part de responsabilité des églises chrétiennes.
Néanmoins, les sociétés antiques réellement « païennes », comme celles de l'Inde, n'ont jamais été antisémites, antijudaïques, et ont eu des communautés juives qui n'ont jamais connu la moindre persécution de la part des « Païens », et ont prospéré sans exclusion particulière (contrairement à ce qui se passe dans le monde chrétien voyant dans les Juifs, Judas, l'assassin de Jésus). Parler de pseudo-paganisme concernant le nazisme est plus juste, d'autant que Hitler se référait au christianisme en terme élogieux dans nombreux de ses discours, voyant dans le christianisme un ennemi naturel du judaïsme, selon la même logique que celle du Ku Klux Klan[Interprétation personnelle ?][réf. nécessaire] ; l'occultisme nazi est dans les faits proche du Ku Klux Klan, qui en est le prototype selon Robert Paxton dans son ouvrage Le Fascisme en action[source insuffisante], autant par son idéologie haineuse, raciste, xénophobe, eugéniste et antisémite, que par son folklore festif (brûler des croix ; le Ku Klux Klan existe toujours aux États-Unis, et peut utiliser des symboles nazis dans ses réunions).
Stéphane François rappelle également qu'une partie des dirigeants nationaux-socialistes se moquait ouvertement du paganisme de Himmler et que d'autres n’avaient que faire de ces thématiques. Cette idée d’un paganisme intrinsèque au nazisme viendrait de différents milieux : celui du catholicisme allemand, de protestants et enfin, de la présence dans le parti nazi et en particulier dans la SS, de militants païens. Il explique ainsi que certaines structures païennes préexistant au Troisième Reich vont avoir une représentativité plus grande sous le régime nazi, avant d’être dans un second temps « mises au pas » comme le reste de la société allemande.

## Ésotérisme nazi dans la fiction
Le mythe de l'ésotérisme nazi naît réellement avec la parution du Matin des magiciens, en 1960. À la suite de ce livre, le grand public se passionna pour cette thématique, ce qui engendra une forte demande comblée par une quantité de livres très bon marché, publiés principalement entre 1964 et la fin des années 1970.
Parmi les ouvrages les plus connus et les plus traduits, Stéphane François cite ceux de Trevor Ravenscroft, The Spear of Destiny : The occult power behind the spear which pierced the side of Christ (1973), de René Alleau, Hitler et les sociétés secrètes (1969), de Jean-Michel Angebert, Hitler et la tradition cathare (1971), de Robert Ambelain, Les arcanes noirs de l’hitlérisme (1984).
Cette littérature a pour conséquence de diffuser largement le thème de l'« occultisme nazi » dans la culture populaire. Elle suscite une multitude de romans, de livres historiques ou pseudo-historiques et devient sujets de films, le cas le plus connu étant celui des aventures d'Indiana Jones (dans Les Aventuriers de l'arche perdue et Indiana Jones et la Dernière Croisade sortis respectivement en 1981 et en 1989). Le thème trouve également un large écho dans la bande dessinée, puis dans les jeux vidéo.
La série de jeux vidéo Wolfenstein a comme élément central les reliques technologiques de la société mystique Da'at Yichud (hébreu : דעת ייחוד), que le IIIe Reich aurait utilisé pour accéder a un statut de « superpuissance technologique » lui permettant de dominer la majorité de l'Occident.

#### Études et essais en français
- Joseph Altairac, « Un mythe technologique : la légende du V7 », dans Scientifictions. La revue de l'imaginaire scientifique, Amiens, Encrage, coll. « Interface » (no 2), 1997, 254 p. (ISBN 2-906389-84-6), p. 29-134.
- Stephen Borthwick, « Un manuel de fantasmagories racistes : l'influence de l'ariosophie sur le Mein Kampf de Hitler », Revue d'histoire de la Shoah, Paris, Mémorial de la Shoah, no 208 « Les racines intellectuelles de Mein Kampf »,‎ mars 2018, p. 57-85.
- Stéphane François, Le nazisme revisité : l'occultisme contre l'histoire, Paris, Berg international, 2008, 123 p. (ISBN 978-2-917191-08-8, présentation en ligne), [présentation en ligne].
- Stéphane François, Les mystères du nazisme : aux sources d'un fantasme contemporain, Paris, Presses universitaires de France, 2015, 195 p. (ISBN 978-2-13-062457-8, présentation en ligne).
- Stéphane François et Emmanuel Kreis (préf. Jean-Bruno Renard, postface Jean-Pierre Laurant), Le complot cosmique : théorie du complot, ovnis, théosophie et extrémisme politique, Milan / Paris, Éditions Archè, coll. « Histoire et métahistoire » (no 4), 2010, 109 p. (ISBN 978-88-7252-299-8, présentation en ligne).
- Stéphane François, L'occultisme nazi : entre la SS et l'ésotérisme, Paris, Éditions du CNRS, 2020, 230 p. (ISBN 978-2-271-13135-5, présentation en ligne).
- Kathleen Harvill-Burton (préf. Jean Richard), Le nazisme comme religion : quatre théologiens déchiffrent le code religieux nazi (1932-1945), Québec, Presses de l'Université Laval, 2006, XXIV-228 p. (ISBN 2-7637-8336-8, présentation en ligne), [présentation en ligne].
- Nicholas Goodrick-Clarke (trad. de l'anglais par Patrick Jauffrineau et Bernard Dubant, préf. Rohan Butler), Les racines occultistes du nazisme : les aryosophistes en Autriche et en Allemagne, 1830-1935 [« The Occult Roots of Nazism : The Ariosophists of Austria and Germany, 1890-1935 »], Puiseaux, Éditions Pardès, coll. « Rix », 1989, XI-343 p. (ISBN 2-86714-069-2, présentation en ligne)Réédition : Nicholas Goodrick-Clarke (trad. Armand Seguin), Les racines occultes du nazisme : les sectes secrètes aryennes et leur influence sur l'idéologie nazie [« The Occult Roots of Nazism : Secret Aryan Cults and their Influence on Nazi Ideology »], Rosières-en-Haye, Camion blanc, coll. « Camion noir » (no CN41), 2010, 507 p. (ISBN 978-2-35779-054-4).
- Nicholas Goodrick-Clarke (trad. de l'anglais par Jean Plantin), Savitri Devi, la prêtresse d'Hitler [« Hitler's Priestess : Savitri Devi, the Hindu-Aryan, Myth and Neo-nazism »], Saint-Genis-Laval, Akribeia, 2000, 332 p. (ISBN 2-913612-02-4).
- Nicholas Goodrick-Clarke (trad. de l'anglais par Sébastien Raizer), Soleil noir : cultes aryens, nazisme ésotérique et politiques de l'identité [« Black Sun : Aryan Cults, Esoteric Nazism, and the Politics of Identity »], Rosières-en-Haye, Camion blanc, coll. « Camion noir » (no CN 07), 2007, 411 p. (ISBN 978-2-910196-65-3).
- Gregor Hufenreuter, « Thulé : le mythe et la Thule-Gesellschaft », dans Pierre-André Taguieff (dir.), Dictionnaire historique et critique du racisme, Paris, Presses universitaires de France, coll. « Quadrige. Dicos poche », 2013, XLII-1964 p. (ISBN 978-2-13-055057-0), p. 1769-1700.
- Ian Kershaw (trad. de l'anglais par Pierre-Emmanuel Dauzat), Hitler : 1889-1936 : hubris, t. 1, Paris, Flammarion, 1999, 1160 p. (ISBN 2-08-212528-9, présentation en ligne).
- (en) Jean-Pierre Legendre (dir.), Laurent Olivier (dir.) et Bernadette Schnitzler (dir.), L'archéologie nationale-socialiste dans les pays occupés à l'Ouest du Reich : actes de la Table ronde internationale Blut und Boden, Gollion, Infolio, 2007, 496 p. (ISBN 978-2-88474-804-9).
- Peter Longerich (trad. de l'allemand par Raymond Clarinard), Himmler : l'éclosion quotidienne d'un monstre ordinaire, Paris, Héloïse d'Ormesson, 2010, 917 p. (ISBN 978-2-35087-137-0, présentation en ligne).Réédition : Peter Longerich (trad. de l'allemand par Raymond Clarinard), Himmler, vol. 1 et 2, Paris, Éditions Perrin, coll. « Tempus » (no 501-502), 2013, 698+670, poche (ISBN 978-2-262-04191-5 et 978-2-262-04196-0).
- George L. Mosse (trad. de l'anglais par Jean-François Sené), La révolution fasciste : vers une théorie générale du fascisme [« The Fascist Revolution : Toward a General Theory of Fascism »], Paris, Éditions du Seuil, coll. « XXe siècle », 2003, 265 p. (ISBN 2-02-057285-0, présentation en ligne), « Les origines occultes du national-socialisme », p. 159-182.
- Theo Paijmans, « La société du Vril, apocryphe et ténébreuse », La Gazette fortéenne, Paris, les éditions de l'Œil du Sphinx, vol. II,‎ 2002, p. 292-328 (ISBN 2-914405-14-6, ISSN 1636-466X).
- Heather Pringle (trad. de l'anglais par Jacques Martinache), Opération Ahnenerbe : comment Himmler mit la pseudo-science au service de la solution finale [« The Master Plan : Himmler's scholars and the Holocaust »], Paris, Presses de la Cité, coll. « Document », 2007, 427 p. (ISBN 978-2-258-07322-7).
- Thierry Zarcone, « Rudolf von Sebottendorf et le mythe de l'« ancienne franc-maçonnerie turque », un exemple de croisement entre l'ésotérisme occidental et la mystique musulmane », Renaissance traditionnelle, Paris, nos 143-144,‎ 2005, p. 296-306.

#### Études et essais en anglais
- (en) Bettina Arnold, « « Arierdämmerung » : Race and Archaeology in Nazi Germany », World Archaeology, vol. 38, no 1 « Race, Racism and Archaeology »,‎ mars 2005, p. 8-31 (JSTOR 40023592).
- (en) Stefan Arvidsson (trad. Sonia Wichmann), Aryan Idols : Indo-European Mythology as Ideology and Science [« Ariska idoler : den indoeuropeiska mytologin som ideologi och vetenskap »], Chicago, University of Chicago Press, 2006, XII-354 p. (ISBN 0-226-02860-7, présentation en ligne).
- (en) William Badger et Diane Purkiss, « English Witches and SS Academics : Evaluating Sources for the English Witch Trials in Himmler's Hexenkartothek », Preternature : Critical and Historical Studies on the Preternatural, Penn State University Press, vol. 6, no 1,‎ 2017, p. 125-153 (DOI 10.5325/preternature.6.1.0125).
- (en) Jyotirmoy Banerjee, « SS Voodoo Hitler, Tibet and Gita », Jadavpur Journal of International Relations, vol. 9, no 1,‎ 2005, p. 40-84 (DOI 10.1177/0973598405110004).
- (en) Monica Black (dir.) et Eric Kurlander (dir.), Revisiting the « Nazi Occult » : Histories, Realities, Legacies, Rochester (New York), Camden House, coll. « German History in Context », 2015, 306 p. (ISBN 978-1-57113-906-1, présentation en ligne).
- (en) James R. Dow, « In Search of All Things Nordic, in South Tyrol (Italy) : The SS Ancestral Inheritance's Cultural Commission 1940-1943 », The Journal of American Folklore, University of Illinois Press, vol. 127, no 506,‎ automne 2014, p. 365-399 (lire en ligne).
- (en) Stéphane François (trad. Ariel Godwin), « The Euro-Pagan Scene : Between Paganism and Radical Right », Journal for the Study of Radicalism, Michigan State University Press, vol. 1, no 2,‎ 2008, p. 35-54 (DOI 10.1353/jsr.2008.0006).
- (en) Manfred Gailus, « « Ein Volk - ein Reich - ein Glaube » ? Religiöse Pluralisierungen in der NS-Weltanschauungsdiktatur », dans Friedrich Wilhelm Graf et Klaus Große Kracht (dir.), Religion und Gesellschaft : Europa im 20. Jahrhundert, Cologne, Böhlau, 2007, p. 247-268.
- (en) Robert Galbreath, « Traditional and Modern Elements in the Occultism of Rudolf Steiner », Journal of Popular Culture, vol. III, no 3,‎ hiver 1969, p. 451–467 (DOI 10.1111/j.0022-3840.1969.0303_451.x).
- (en) Mattias Gardell, Gods of the Blood : The Pagan Revival and White Separatism, Duke University Press Books, 2003, 456 p. (ISBN 978-0-8223-3059-2 et 978-0-8223-3071-4).
- (en) Daniel Gasman, The Scientific Origins of National Socialism, London, Macdonald, 1971,  (ISBN 0-7658-0581-2)
- (en) Nicholas A. Germana, The Orient of Europe : The Mythical Image of India and Competing Images of German National Identity, Newcastle, Cambridge Scholars Publishing, 2009, 272 p. (ISBN 978-1-4438-0192-8, présentation en ligne).
- (en) Joscelyn Godwin, Arktos : The Polar Myth in Science, Symbolism, and Nazi Survival, Londres, Thames & Hudson, 1993, 260 p. (ISBN 0-500-27713-3, présentation en ligne).
- (en) Nicholas Goodrick-Clarke, Hitler's Priestess : Savitri Devi, the Hindu-Aryan Myth and Neo-Nazism, 1998.  (ISBN 0-8147-3110-4), présentation en ligne.
- (en) Nicholas Goodrick-Clarke, Black Sun : Aryan Cults, Esoteric Nazism and the Politics of Identity, 2001,  (ISBN 0-8147-3155-4).
- (en) Jost Hermand, Old Dreams of a New Reich : Volkish Utopias and National Socialism, Bloomington, Indiana University Press, 1992, XVI-332 p. (ISBN 978-0-253-32699-7, présentation en ligne).
- (en) Christopher M. Hutton, Race and the Third Reich : Linguistics, Racial Anthropology and Genetics in the Dialectic of Volk, Londres : New York, Routledge, coll. « Routledge Studies in the History of Linguistics », 1999, 416 p. (ISBN 978-0-7456-3176-9, lire en ligne).
- (en) Frank Jacob, « Nazi Leadership and the Thule Society », Journal of History for the Public, Department of Occidental History, Osaka University, no 8,‎ février 2011, p. 51-58 (ISSN 1348-852X, DOI 10.18910/66489, lire en ligne).
- (en) Eric Kurlander, « Hitler’s Monsters : The Occult Roots of Nazism and the Emergence of the Nazi « Supernatural Imaginary » », German History, vol. 30, no 4,‎ décembre 2012, p. 528-549 (ISSN 0266-3554, DOI 10.1093/gerhis/ghs073, lire en ligne).
- (en) Eric Kurlander, Hitler's Monsters : A Supernatural History of the Third Reich, New Haven, Yale University Press, 2017, 448 p. (ISBN 978-0-300-18945-2, présentation en ligne).
- (en) Kevin McClure, « Phoney Warfare : A First Investigation of the Nazi UFO Mythos », Fortean Studies, Londres, John Brown Publishing, vol. 7,‎ 2001 (lire en ligne).
- (en) Bernard Mees, The Science of the Swastika, Budapest, Central European University Press, 2008, VIII-363 p. (ISBN 978-963-9776-18-0, présentation en ligne).
- (en) Bernard Mees, « Hitler and Germanentum », The Journal of Modern History, vol. 39, no 2,‎ 2004, p. 255-270 (DOI 10.1177/0022009404042131).
- (en) Reginald H. Phelps, « Before Hitler Came : Thule Society and Germanen Orden », The Journal of Modern History, vol. 35, no 3,‎ septembre 1963, p. 245-261 (DOI 10.1086/243738).
- (en) Raymond L. Sickinger, « Hitler and the Occult : The Magical Thinking of Adolf Hitler », The Journal of Popular Culture, vol. 34, no 2,‎ automne 2000, p. 107–125 (DOI 10.1111/j.0022-3840.2000.3402_107.x).
- (en) Peter Staudenmaier, « Occultism, Race and Politics in German-speaking Europe, 1880-1940 : A Survey of the Historical Literature », European History Quaterly, vol. 39, no 1,‎ 2009, p. 47-70 (DOI 10.1177/0265691408097366).
- (en) Peter Staudenmaier, « Nazi Perceptions of Esotericism : The Occult as Fascination and Menace », dans Ashwin Manthripragada, Emina Mušanović et Dagmar Theison (dir.), The Threat and Allure of the Magical : Selected Papers from the 17th Annual Interdisciplinary German Studies Conference, University of California, Berkeley, Cambridge, Cambridge Scholars Publishing, 2013, VIII-135 p. (ISBN 978-1-4438-4267-9), p. 25-58.
- (en) Peter Staudenmaier, Between Occultism and Nazism : Anthroposophy and the Politics of Race in the Fascist Era, Leyde / Boston, Éditions Brill, coll. « Aries Book Series » (no 17), 2014, 430 p. (ISBN 978-90-04-26407-6)
- (en) Colin Summerhayes et Peter Beeching, « Hitler's Antarctic base : the myth and the reality », Polar Record, vol. 43, no 224,‎ 2007, p. 1-21 (DOI 10.1017/S003224740600578X, lire en ligne).
- (en) Heather Wolffram, « German Occultism Escapes the Shadow of Nazism », Metascience, vol. 14, no 3,‎ décembre 2005, p. 493–496 (ISSN 0815-0796, DOI 10.1007/s11016-005-3459-8).
- (en) Heather Wolffram, « Parapsychology on the couch : The psychology of occult belief in Germany, c. 1870–1939 », Journal of the History of the Behavioral Sciences, vol. 42, no 3,‎ été 2006, p. 237–260 (DOI 10.1002/jhbs.20171).

#### Études et essais en allemand
- (de) Andreas Bracher, « Der « Völkische Beobachter » und Rudolf Steiner : Materialien zur Erhellung des Gegensatz-Verhältnisses von Nazibewegung und Anthroposophie nach dem Ersten Weltkrieg », Der Europäer, décembre 2000 - janvier 2001, p. 29-34.
- (de) Hubert Cancik and Uwe Puschner (dir.), Antisemitismus, Paganismus, Völkische Religion, De Gruyter Saur, 2004, VIII-172 p.
- (de) Claus-Ekkehard Bärsch, Die politische Religion des Nationalsozialismus : Die religiösen Dimensionen der NS-Ideologie in den Schriften von Dietrich Eckart, Joseph Goebbels, Alfred Rosenberg und Adolf Hitler, Munich, Fink, 2002.
- (de) Hans-Jürgen Lange, Weisthor : Karl-Maria Willigut. Himmlers Rasputin und seine Erben, Uhlstädt-Kirchhasel, Arun-Verlag, 1998, 319 p.
- (de) Julian Strube, « Die Erfindung des esoterischen Nationalsozialismus im Zeichen der Schwarzen Sonne », Zeitschrift für Religionswissenschaft, vol. 20, no 2,‎ 2012, p. 223-268 (DOI 10.1515/zfr-2012-0009).
- (de) Rüdiger Sünner, Schwarze Sonne. Entfesselung und Missbrauch der Mythen in Nationalsozialismus und rechter Esoterik, Herder Spektrum, 1999.

#### Essais et études sur les fictions exploitant le thème
- Joseph Altairac et Guy Costes (postface Serge Lehman), Les Terres creuses : bibliographie commentée des mondes souterrains imaginaires, Amiens / Paris, Encrage / Les Belles Lettres, coll. « Interface » (no 4), 2006, 799 p. (ISBN 978-2-251-74142-0 et 2-911576-71-3, présentation en ligne).
- (en) Mary Baine Campbell, « Finding the Grail : Fascist Aesthetics and Mysterious Objects », dans Debra N. Mancoff (dir.), King Arthur's Modern Return, New York / Londres, Routledge, coll. « Garland Reference Library of the Humanities », 2014 (1re éd. 1998), 264 p. (ISBN 978-1-1380-0167-1), p. 213-226.
- Stéphane François, « un exemple de contre-culture nazie : le cycle thuléen de Wilhelm Landing », dans Cécilia Fernandez et Olivier Hanse (dir.), À contre-courant / Gegen den Strom : résistances souterraines à l'autorité et construction de contrecultures dans les pays germanophones au XXe siècle, Peter Lang, coll. « Convergences » (no 81), 2014, 346 p. (ISBN 978-3-0343-1493-0).
- (en) Nick Freeman, « “A decadent appetite for the lurid” ? James Herbert, The Spear and “Nazi Gothic” », Gothic Studies, vol. 8, no 2,‎ novembre 2006, p. 80-97 (DOI 10.7227/GS.8.2.6).
- Michel Meurger, « Le Nazisme, « revanche des mondes perdus » ? », Nous les MartiensINFINI, no 19,‎ avril 1991, p. 30-39.
- (en) Manfred Nagl, « SF, Occult Sciences, and Nazi Myths », Science Fiction Studies, Greencastle (Indiana), SF-TH Inc, vol. 1, no 3,‎ printemps 1974, p. 185-197 (JSTOR 4238861).
- (en) Peder Roberts, « The White (Supremacist) Continent : Antarctica and Fantasies of Nazi Survival », dans Peder Roberts, Lize-Marié van der Watt et Adrian Howkins (dir.), Antarctica and the Humanities, Londres, Palgrave Macmillan, coll. « Palgrave Studies in the History of Science and Technology », 2016, XXV-312 p. (ISBN 978-1-137-54574-9), p. 105-124.
- (en) James J. Ward, « Nazis on the Moon ! Nazis under the Polar Ice Cap ! And Other Recent Episodes in the Strange Cinematic Afterlife of the Third Reich », dans Cynthia J. Miller et A. Bowdoin Van Riper (dir.), Horrors of War : The Undead on the Battlefield, Rowman & Littlefield Publishers, 2015, 336 p. (ISBN 978-1-4422-5111-3), p. 53-71.
- (en) James J. Ward, « Utterly without Redeeming Social Value ? “Nazi Science” beyond Exploitation Cinema », dans Daniel H. Magilow, Elizabeth Bridges, Kristin T. Vander Lugt (dir.), Nazisploitation ! The Nazi Image in Low-Brow Cinema and Culture, Continuum Publishing Corporation, 2011, 336 p. (ISBN 978-1-4411-8359-0), p. 92-112.
- (en) Heather Wolffram, « The Nazi Occult and The Castle in the Forest : Raw History and Fictional Transformation », dans John Whalen-Bridge (dir.), Norman Mailer's Later Fictions : Ancient Evenings through Castle in the Forest, Palgrave Macmillan, coll. « American Literature Readings in the 21st Century », 2010, 203 p. (ISBN 978-0-230-10024-4 et 978-1-349-28640-9), p. 139-156.

#### Historiographie militante, littérature sensationnaliste et ouvrages pseudo-scientifiques
- (de) Rudolf von Sebottendorf, Bevor Hitler kam [Avant qu'Hitler ne vienne], 1933, lire en ligne.
- Louis Pauwels et Jacques Bergier, Le Matin des magiciens, 1960.
- Michel-Jean Angbert, Les mystiques du soleil, 1971.
- Trevor Ravenscroft, The Spear of Destiny [La Lance du destin], 1972.
- James Herbert Brennan, Occult Reich, 1974.
- Peter Levenda, L'Alliance infernale, Une histoire de l'implication nazie dans l'occulte, Éditions du Camion noir,  (ISBN 978-2-910196-77-6)
- Jean-Claude Frère, Nazisme et sociétés secrètes, Paris, Culture, art, loisirs, coll. « Histoire des personnages mystérieux et des sociétés secrètes », 1974, 287 p., présentation en ligne. Antoine Faivre évoque un ouvrage « fort hâtivement composé. »
- Sidney D. Kirkpatrick (en), Hitler's Holy Relics : A True Story of Nazi Plunder and the Race to Recover the Crown Jewels of the Holy Roman Empire (pub. 2010),  (ISBN 978-1-4165-9062-0). Traduit en français en 2012,  (ISBN 978-2-266-23026-1), Le Cherche midi / Presses Pocket.
- Christopher Hale, Himmler's Crusade : The Nazi Expedition to Find the Origins of the Aryan Race, Wiley 2003.  (ISBN 0-471-26292-7).
- Stephen Cook, Heinrich Himmler's Camelot : Pictorial/documentary: The Wewelsburg Ideological Center of the SS, 1934-1945, Kressmann-Backmeyer, 1999.
- (en) Wulf Schwarzwäller, The unknown Hitler : his private life & fortune, Bethesda, Md, National Press Books, coll. « Zenith edition », 1989, 1re éd., 240 p. (ISBN 978-0-915765-63-8, OCLC 954887748) ; Berkeley Books, 1990.
- Lewis Spence, Occult Causes of the Present War, 1940, Rider and Co, London.
- Arnaud de la Croix, La religion d'Hitler, Bruxelles, Éditions Racine, coll. « L'Histoire et ses mystères », 2015, 211 p. (ISBN 978-2-87386-923-6).
- Marie-France James, Les précurseurs de l'ère du Verseau, Montréal / Paris, Éditions Paulines / Médiaspaul, coll. « Notre temps » (no 29), 1985, 191 p. (ISBN 2-89039-975-3, présentation en ligne).
- Ernesto Milá (en) (trad. Bernard Dubant), Nazisme et ésotérisme [« Nazismo y esoterismo »], Puiseaux, Éditions Pardès, coll. « Rix », 1990, 137 p. (ISBN 2-86714-078-1).
- Ernesto Milá (en) (trad. de l'espagnol), Occultisme et national-socialisme : réalités et fictions, Nantes, Ars Magna, coll. « Sonnenwende », 2016, 149 p. (ISBN 978-2-912164-92-6).
- Christian Bouchet, Karl Maria Wiligut : le Raspoutine d'Himmler, Lucan, Avatar éditions, coll. « Sonnenwende » (no 2), 2007, 95 p. (ISBN 978-0-9555132-2-0, lire en ligne).
- Pierre Lunel, Les magiciens fous de Hitler : enquête sur la fascination des nazis pour l'occulte, Paris, First éditions, 2015, 479 p. (ISBN 978-2-7540-7558-9).
- Stephen E. Flowers et Michael Moynihan (trad. de l'anglais par Sébastien Raizer), Karl Maria Wiligut : le roi secret [« The Secret King : The Myth and Reality of Nazi Occultism »], Rosières-en-Haye, Camion blanc, coll. « Camion noir », 2008, 217 p. (ISBN 978-2-910196-73-8).
- (en) Dusty Sklar, The Nazis and the Occult, Dorset Press, 1977.